# Alsalam Aircraft Company
Alsalam Aircraft Company est une entreprise saoudienne d'entretien des aéronefs civils et militaires au Moyen-Orient. Elle a été fondée en 1988.

## Entretien
Alsalam effectue la maintenance lourde et la modification sur les avions civils et militaires dans ses usines de l'Aéroport international du roi Khaled (Riyad).
Liste des aéronefs entretenus :
- AWACS
- C-130J Super Hercules
- F-15